# Колки (Житомирская область)
Ко́лки (укр. Кілки) — село на Украине, находится в Чудновском районе Житомирской области.
Код КОАТУУ — 1825883601. Население по переписи 2001 года составляет 1017 человек. Почтовый индекс — 13232. Телефонный код — 4139. Занимает площадь 4,987 км².

## Адрес местного совета
13232, Житомирская область, Чудновский р-н, с. Колки, Школьная, 29